# مسرشمیت پی.۱۱۰۱
مسرشمیت پی. ۱۱۰۱ (به انگلیسی: Messerschmitt P.1101) یک هواگرد ساختِ کارخانهٔ مسرشمیت در کشور آلمان است. نخستین استفاده‌کنندهٔ این هواپیما نیروی هوایی آلمان نازی بوده‌است.